# Шакинський сільський округ
Шаки́нський сільський округ (каз. Шекі ауылдық округі, рос. Шакинский сельский округ) — адміністративна одиниця у складі Аккулинського району Павлодарської області Казахстану. Адміністративний центр — село Шака.
Населення — 679 осіб (2021; 910 у 2009, 1186 у 1999, 1551 у 1989).
Станом на 1989 рік існувала Чекинська сільська рада (села Актумсик, Баїмбет, Кордон Западний Чалдай, Орловка, Чека), село Шоктал перебувало у складі Майкарагайської сільради. 2004 року село Шоктал Майкарагайського сільського округу та територія площею 74,9 км² були включені до складу округу. Село Баїмбет було ліквідоване 2017 року.

## Склад
До складу округу входять такі населені пункти:
| Населений пункт              | Старі назви | Населення, осіб (1989) | Населення, осіб (1999) | Населення, осіб (2009) | Населення, осіб (2021) |
| ---------------------------- | ----------- | ---------------------- | ---------------------- | ---------------------- | ---------------------- |
| Актумсик, село               | -           | 58                     | -                      | -                      | -                      |
| Баїмбет, село                | -           | 125                    | 112                    | 37                     | -                      |
| Кордон Западний Чалдай, село | -           | 39                     | -                      | -                      | -                      |
| Орловка, село                | -           | 71                     | -                      | -                      | -                      |
| Шака, село                   | Чека        | 871                    | 726                    | 650                    | 532                    |
| Шоктал, село                 | -           | 387                    | 340                    | 223                    | 147                    |